# William Watson
William Watson FRS (n. 3 aprilie 1715, Londra, Regatul Marii Britanii – d. 10 mai 1787, Londra, Regatul Marii Britanii) a fost un medic și om de știință englez, care s-a născut și a murit la Londra. Activitatea sa timpurie a fost în botanică. A devenit Fellow al Royal Society în 1741 și vicepreședinte în 1772. În 1746, el a arătat că capacitatea buteliei de Leyda poate fi mărită prin acoperirea acestuia în interior și în exterior cu folie de plumb. În același an, el a propus ca cele două tipuri de energie electrică - vitroasă și rășinoasă - pozitivă de DuFay să fie de fapt un surplus (o sarcină pozitivă) și o deficiență (o sarcină negativă) a unui singur fluid pe care l-a numit eter electric, și cantitatea de sarcină electrică totală conservată. El a recunoscut că aceeași teorie a fost dezvoltată independent în același timp de Benjamin Franklin - cei doi au devenit ulterior aliați atât în chestiuni științifice, cât și politice. La 14 august 1747 a făcut un experiment de conducere a energiei electrice printr-un fir lung de 6.732 de metri la Shooter's Hill din Londra.